# Шэньчжоу-11
Шэньчжоу-11 (кит. трад. 神舟十一号, пиньинь Shénzhōu shíyī hào, палл. Шэньчжоу шии хао, буквально: «Священный челн-11», англ. Shenzhou-11) — шестой пилотируемый космический корабль КНР серии «Шэньчжоу», запущенный 16 октября 2016 года в 23:30 UTC, с двумя тайконавтами на борту. Запуск произведён с помощью ракеты-носителя Чанчжэн-2F.

## Цель полёта
Целью полёта была стыковка на высоте 393 километра с находящейся на орбите космической лабораторией «Тяньгун-2» и работа космонавтов в модуле «Тяньгун-2» в общей сложности 30 дней. Стыковку с «Тяньгун-2» планировалось произвести через двое суток после запуска. Затем по плану, тайконавты должны были перейти в «Тяньгун-2», где испытывали возможности нового комплекса в плане обеспечения жизни, провели опыты в области космической медицины с участием человека, поставили ряд космических научных экспериментов и отработали различные технологии ремонта на орбите.

## Экипаж
16 октября была проведена встреча журналистов и основного экипажа китайского космического корабля Шэнчжоу-11. В составе экипажа тайконавты:

### Основной экипаж
| Тайконавт   | Должность                        | № полёта | Организация |
| ----------- | -------------------------------- | -------- | ----------- |
| Цзин Хайпэн | Командир основного экипажа       | 3        | CNSA        |
| Чэнь Дун    | Пилот-оператор основного экипажа | 1        | CNSA        |

### Резервный экипаж
| Тайконавт  | Должность                                   | № полёта | Организация |
| ---------- | ------------------------------------------- | -------- | ----------- |
| Не Хайшэн? | Командир дублирующего экипажа               | 2        | CNSA        |
| Дэн Цинмин | Пилот-оператор дублирующего экипажа         | 1        | CNSA        |
| Тан Хунбо  | Лаборант-ислледователь дублирующего экипажа | 1        | CNSA        |

## Подготовка к запуску
Первоначально планировалось запустить «Шэньчжоу-11» в мае 2016 года с тремя тайконавтами с продолжительностью около недели. Однако из-за задержки станции «Тяньгун-2» в декабре 2015 года было заявлено, что полёт пройдёт не ранее осени 2016 года. В феврале 2016 года по сообщению Синьхуа стало ясно, что количество членов экипажа будет уменьшено до двух, но их пребывание в космосе будет увеличено до месяца. В конце марта сборка космического корабля «Шэньчжоу-11» была завершена и начались его испытание.
В контроле за полетом корабля «Шэньчжоу-11» было задействовано измерительное судно слежения за космическими полетами «Юаньван-7», которое с 12 июня 2016 года официально вступило в строй и было передано в ведение Китайского управления контроля за спутниками с моря.
В середине июля были утверждены основной и дублирующий экипажи корабля «Шэньчжоу-11».
11 августа 2016 года космический аппарат «Шэньчжоу-11» доставлен на космодром Цзюцюань.
10 октября 2016 года ракета-носитель Чанчжэн 2F Y11 вывезена на стартовую позицию.

## Запуск и стыковка
6 августа 2016 года на космодром Цзюцюань доставлены две ракеты-носителя «Чанчжэн-2F», предназначенные для вывода на орбиту орбитальной станции «Тяньгун-2» и космического корабля «Шэньчжоу-11». Сроки запуска «Тяньгун-2» и «Шэньчжоу-11» не изменились — это 15 сентября и середина октября, соответственно.
15 сентября была запущена станция «Тяньгун-2».
Запуск «Шэньчжоу-11» успешно осуществлен 16 октября 2016 года, 23:30 UTC (17.10.2016 02:30 МСК). Через 575 секунд после запуска корабль был успешно выведен на расчётную орбиту.
17 октября в 04:56 UTC была дистанционно произведена первая корректировка орбиты корабля для повышения перигея его орбиты. Всего Центр планирует провести 5 дистанционно управляемых корректировок орбиты, чтобы корабль смог приблизиться к космической лаборатории «Тяньгун-2».
18 октября в 19:31 UTC в автоматическом режиме произведена успешная стыковка пилотируемого космического корабля «Шэньчжоу-11» и космической лаборатории «Тяньгун-2». После этого китайские космонавты Цзин Хайпэн и Чэнь Дун перешли в космическую лабораторию.

## Возвращение экипажа на Землю
17 ноября 2016 года, в 4:41(UTC) была произведена отстыковка корабля «Шэньчжоу-11» с двумя членами экипажа на борту, от орбитальной лаборатории «Тяньгун-2». Вход спускаемого аппарата корабля в плотные слои атмосферы и его посадка запланированы на следующий день после отстыковки.
18 ноября 2016 года спускаемая капсула с двумя тайкунавтами приземлилась на парашюте в автономном районе Внутренней Монголии. Впервые китайские тайконавты проработали в космосе более месяца.

## Факты
- Полёт пилотируемого космического корабля «Шэньчжоу-11» оказался рекордным по продолжительности для китайской пилотируемой космонавтики.